# Ђурђувени (Валча)
Ђурђувени (рум. Giurgiuveni) насеље је у Румунији у округу Валча у општини Голешти. Oпштина се налази на надморској висини од 371 m.

## Становништво
Према подацима из 2002. године у насељу је живело 140 становника, од којих су сви румунске националности.